# Rasboroides vaterifloris
Rasboroides vaterifloris (Deraniyagala, 1930) è un pesce d'acqua dolce appartenente alla famiglia Cyprinidae e alla sottofamiglia Danioninae. È l'unica specie del genere Rasboroides. Proviene da zone con corrente non particolarmente forte dello Sri Lanka; spesso si trova in aree boscose.

## Descrizione
La lunghezza massima registrata è di 4 cm. La colorazione è giallastra-trasparente, più intensa nei maschi, con una macchia rosata subito dietro gli occhi.

## Biologia

### Comportamento
Nuota in piccoli banchi.

### Alimentazione
Si nutre di piccoli insetti (coleotteri, ditteri) e di detriti.

### Riproduzione
Non ci sono cure verso le uova, disperse nell'acqua, spesso sopra le piante. Si schiudono dopo 36 ore.

## Acquariofilia
Può essere allevato in acquario.